# Luis Estrada (Fußballspieler, 1948)
Luis Estrada (* 7. Juli 1948 in El Salto, Jalisco), auch bekannt unter dem Spitznamen El Chino, ist ein ehemaliger mexikanischer Fußballspieler, der im offensiven Mittelfeld und im Angriff eingesetzt wurde.

## Leben

### Verein
"El Chino" Estrada begann seine Profikarriere in der Saison 1964/65 beim Club León, mit dem er dreimal den mexikanischen Pokalwettbewerb gewann. Außerdem gewann er mit León 1971 den mexikanischen Supercup durch einen 1:0-Erfolg gegen den Meister América, wobei Estrada den entscheidenden Treffer erzielte. Seine Torjägerqualitäten hatte er bereits in der Saison 1968/69 unter Beweis gestellt, als er Torschützenkönig der mexikanischen Liga wurde.
1973 wechselte Estrada zum seinerzeitigen Serienmeister Cruz Azul, mit dem er 1973/74 zu seinem ersten und einzigen Meistertitel kam. Anschließend gewann er auch mit diesem Verein den Supercup, und wiederum (diesmal mit 2:1) gegen den Club América, der sich als Pokalsieger für das Finale qualifiziert hatte.
Die Saison 1977/78 verbrachte er bei Atlético Potosino, zur Saison 1978/79 kehrte er zum Club León und anschließend beendete er seine aktive Laufbahn bei dessen Stadtrivalen Unión de Curtidores.

### Nationalmannschaft
Sein Debüt im Dress der mexikanischen Nationalmannschaft gab Estrada am 12. März 1967 in einem Spiel um den CONCACAF-Nations-Cup 1967, als Trinidad und Tobado besiegt wurde und der Debütant Estrada gleich zwei Treffer zum 4:0-Erfolg beisteuerte. Beim 1:0-Sieg gegen Haiti zwei Tage später erzielte er den Spielentscheidenden Treffer. Während er in den zehn Länderspielen, die er 1967 und 1968 absolvierte, insgesamt sechs Treffer erzielte, gelang ihm in den 12 Spielen danach lediglich ein einziges Tor. Seinen letzten Länderspieleinsatz absolvierte "Chino" Estrada am 5. April 1972 in einem Spiel gegen Peru, das mit 2:1 gewonnen wurde.

## Erfolge

### Verein
- Mexikanischer Meister: 1973/74
- Mexikanischer Pokalsieger: 1967, 1971, 1972
- Mexikanischer Supercup: 1971, 1974

### Persönlich
- Torschützenkönig der Primera División: 1968/69